# Маркузении
Маркузении (лат. Marcusenius) — род пресноводных лучепёрых рыб из семейства мормировых отряда араванообразных. Получил название в честь ихтиолога по имени J. Marcusen. Распространены в водоёмах тропической Африки.

## Описание
Длина тела от 10,8 до 121 см. Хвостовой стебель узкий, хвостовой плавник глубоко раздвоен. На языке и парасфеноиде имеются зубы. Спинной и анальный плавники расположены в задней части тела один напротив другого. Имеют крупный мозжечок.

## Образ жизни
Питаются мелкими беспозвоночными, обитающими в иле. Для ориентирования в пространстве, поисков корма и обнаружения хищников используют собственное электрическое поле, которое генерируется мышцами.

## Классификация
На октябрь 2018 года в род включают 45 видов:
- Marcusenius abadii (Boulenger, 1901)
- Marcusenius altisambesi B. J. Kramer, P. H. Skelton, van der Bank & Wink, 2007
- Marcusenius angolensis (Boulenger, 1905)
- Marcusenius annamariae (Parenzan, 1939)
- Marcusenius bentleyi (Boulenger, 1897)
- Marcusenius brucii (Boulenger, 1910)
- Marcusenius caudisquamatus Maake, Gon & Swartz, 2014[4]
- Marcusenius cuangoanus (Poll, 1967)
- Marcusenius cyprinoides (Linnaeus, 1758)
- Marcusenius deboensis (Daget, 1954)
- Marcusenius desertus B. J. Kramer, van der Bank & Wink, 2016[5]
- Marcusenius devosi B. J. Kramer, P. H. Skelton, van der Bank & Wink, 2007
- Marcusenius dundoensis (Poll, 1967)
- Marcusenius friteli (Pellegrin, 1904)
- Marcusenius furcidens (Pellegrin, 1920)
- Marcusenius fuscus (Pellegrin, 1901)
- Marcusenius ghesquierei (Poll, 1945)
- Marcusenius gracilis B. J. Kramer, 2013[6]
- Marcusenius greshoffii (Schilthuis, 1891)
- Marcusenius intermedius Pellegrin, 1924
- Marcusenius johncygnar Boulenger, 1902
- Marcusenius kainjii D. S. C. Lewis, 1974
- Marcusenius kaninginii Kisekelwa, Boden, Snoeks & Vreven, 2016[7]
- Marcusenius krameri Maake, Gon & Swartz, 2014[4]
- Marcusenius kutuensis (Boulenger, 1899)
- Marcusenius leopoldianus (Boulenger, 1899)
- Marcusenius livingstonii (Boulenger, 1899)
- Marcusenius lucombesi Maake, Gon & Swartz, 2014[4]
- Marcusenius macrolepidotus (W. K. H. Peters, 1852)
- Marcusenius macrophthalmus (Pellegrin, 1924)
- Marcusenius mento (Boulenger, 1890)
- Marcusenius meronai Bigorne & Paugy, 1990
- Marcusenius monteiri (Günther, 1873)
- Marcusenius moorii (Günther, 1867)
- Marcusenius multisquamatus B. J. Kramer & Wink, 2013[8]
- Marcusenius ntemensis (Pellegrin, 1927)
- Marcusenius nyasensis (Worthington, 1933)
- Marcusenius pongolensis (Fowler, 1934)
- Marcusenius rheni (Fowler 1936)
- Marcusenius sanagaensis Boden, Teugels & C. D. Hopkins, 1997
- Marcusenius schilthuisiae (Boulenger, 1899)
- Marcusenius senegalensis (Steindachner, 1870)
- Marcusenius stanleyanus (Boulenger, 1897)
- Marcusenius thomasi (Boulenger, 1916)
- Marcusenius ussheri (Günther, 1867)
- Marcusenius victoriae (Worthington, 1929)